# 麥可·貝瑞
麥可·貝瑞（英語：Michael J. Burry，/ˈbɜːri/；1971年7月19日—），是美國神經內科醫師、知名價值投資者以及對沖基金管理者。他於2000年創立了Scion Capital，並在2008年清算出場結束，以專注在他個人的投資上。麥可·貝瑞是第一批發現次貸風暴即將爆發的投資者之一。